# María Concepción Bolívar
María Concepción Bolívar (Medellín, siglo XX - ibidem, 24 de noviembre de 1987) fue una dirigente juvenil colombiana.

## Biografía
Fue militante de la Juventud Comunista Colombiana y con esta organización y otras más, formó parte de la Unión Patriótica y la Unión de Jóvenes Patriótas.
La Unión Patriótica que fue creada en 1985 contó con más de cinco mil militantes, amigas y amigos y simpatizantes asesinadas y asesinados convirtiéndolo así en el más grande genocidio de Colombia. 1987 fue uno de los más oscuros años para este Partido Político de izquierdas en Colombia y la Juventud Comunista Colombiana y el Partido Comunista Colombiano sumaron para la UP muchos de sus muertos y desaparecidos.
El 24 de noviembre de 1987 en horas de la tarde, sicarios fuertemente armados ingresaron a la oficina de la JUCO (que en aquel entonces se situaba en la calle Bolívar con Barbacoas) y arremetieron contra los militantes que allí se encontraban. María Concepción, a los 19 años y recién graduada de bachiller, fue una de las asesinadas, junto con su cuñada Orfelina Sánchez de 28 años, Irian Suaza de 30 años; la tesorera de la JUCO, Luz Marina Ramírez de 21 años y estudiante de Química y Farmacia de la Universidad de Antioquia y Pedro Sandoval-, de 18 años.
Hasta ahora el asesinato de María Concepción así como el de sus compañeros asesinados ese día continúan en la impunidad. La calle donde quedaba la oficina de la JUCO fue nombrada La calle de los mártires de la juventud y el hecho se conmemora cada año como la Masacre de la casa JUCO.